# Malloa
Malloa är en kommun i Chile.   Den ligger i provinsen Provincia de Cachapoal och regionen Región de O'Higgins, i den södra delen av landet, 110 km söder om huvudstaden Santiago de Chile.
Trakten runt Malloa består i huvudsak av gräsmarker. Runt Malloa är det ganska glesbefolkat, med 35 invånare per kvadratkilometer.